# Distretto di Quichuay
Il distretto di Quichuay è uno dei ventotto distretti della provincia di Huancayo, in Perù. Si trova nella regione di Junín e si estende su una superficie di 34,79  chilometri quadrati.